# Liste der Kinos in Berlin-Weißensee
Die Liste der Kinos in Berlin-Weißensee gibt eine Übersicht aller Kinos, die im heutigen Berliner Ortsteil Weißensee existiert haben und noch existieren. Die Liste wurde nach Angaben aus den Recherchen im Kino-Wiki aufgebaut und mit Zusammenhängen der Berliner Kinogeschichte aus weiteren historischen und aktuellen Bezügen verknüpft. Sie spiegelt den Stand der in Berlin jemals vorhanden gewesenen Filmvorführeinrichtungen als auch die Situation im Januar 2020 wider. Danach gibt es in Berlin 92 Spielstätten, was Platz eins in Deutschland bedeutet, gefolgt von München (38), Hamburg (28), Dresden (18) sowie Köln und Stuttgart (je 17). 
Gleichzeitig ist diese Zusammenstellung ein Teil der Listen aller Berliner Kinos und der Ortsteillisten.

## Einleitung
Als Neu-Weißensee etablierte sich ab 1880 ein städtischer Vorort auf verkauften und spekulierten Gutsgelände. Mit der Vereinigung der „beiden Weißensee“ (Neu-Weißensee und „Dorf“ Weißensee) 1909 gab es Bestreben den Status „Stadt“ zu erhalten, bevor es 1920 ein Verwaltungsbezirk in Groß-Berlin wurde. So gab es Auswirkungen auf die lokale Kinoentwicklung, die 1907 mit Aufführungen im Hofsaal der Berliner Allee 13 begann, ehe das Universum hier 1912 als feste Spielstätte eröffnet wurde. Durch den Kinoboom in Berlin angeregt wurden entlang der Berliner Allee zwischen Kaiser- und Bismarckplatz und in der Langhansstraße schlechtgehende Geschäfte mit Bestuhlung versehen und zu ertragreichen Kinematographentheatern. Der Schloßpark mit der dort liegenden Vergnügungsstätte wurde bereits um 1910 mit kinematografischen Vorstellungen bedient, 1921 folgt die Freilichtbühne, 1925 das Schloßpark-Kino mit 1000 Plätzen. Weißensees erster eigenständiger Kinobau – das Toni – entsteht 1919 (nach den Kriegsjahren) durch die Kinoarchitekten Fritz Wilms und Max Bischoff für die Kinounternehmer und Kinobauherren Czutzka & Co., 1929 gestaltete Wilms nach das Harmonie. Das Delphi war bereits 1924 als Großkino vorgesehen, wurde dann 1930 fertiggestellt und löste die „Merckel-Lichtspiele“ von 1921 im Wohnhaus an der Gustav-Adolf-Straße ab.
Weißensee wurde Standort der Filmproduktion, als seit 1910 die Filmateliers aus der engen Innenstadt (auch) an den unbebauten Nordrand entlang der Franz-Joseph-Straße (seit 1951 Liebermannstraße) zogen. Begünstigt durch günstige Grundstückspreise und Steuerpolitik im Vorort. Die „Filmstadt Weißensee“ wurde von Vitascope und Continental Films und kleineren Unternehmen und Filmkünstlern wie Joe May getragen, gleichzeitig war es Kern des Industrie- und Gewerbeviertels. Mit der Filmproduktion war auch das Rio verbunden, in der Form ein Ladenkino mit 400 Plätzen schon Filmtheater. Die Kriegsschäden verursachen auch in Weißensee Ausfälle an den Kinos, charakteristisch die verbliebene Freifläche im Osten des Antonplatzes, um den einmal neun Kinos standen. Zudem wurden Spielstätten zu Ersatzplätzen für Innenstadteinrichtungen, das Schloßpark-Kino wurde zum Boxring. Mit der Lage in Ost-Berlin erfolgen die Kinoneubauten der 1950er Jahre in der Innenstadt. 1962 entfällt das Delphi wegen Baufälligkeit, mit sinkenden Besucherzahlen auch das Harmonie (zuletzt „Kino Jugend“) und das Rio. In den 2010er Jahren sind aktiv im Ortsteil das „Toni“ – sogar als Festivalkino genutzt – und die „Brotfabrik“ am Caligariplatz, eine Neugründung der 1990er Jahre als Konzeptkino.

## Kinoliste
| Name/Lage                                                    | Adresse                                    | Bestand           | Beschreibung |
| ------------------------------------------------------------ | ------------------------------------------ | ----------------- | --- |
| Anton-Lichtspiele Trianon-Lichtspiele (Lage)                 | Berliner Allee 32                          | 1910–1928         | Das Kino befand sich im Haus Berliner Allee 14 (nach der Neunummerierung 32, vorher als Königschaussee 50) an der Südseite des Antonplatzes. Im Nachbarhaus Nr. 13 befand sich das „Universum“. Beide Gebäude wurden während des Zweiten Weltkriegs zerstört. Das Kino wurde 1910 mit 175 Plätzen von Erich Griebsch aus der Parkstraße 29 als „Erstes Weißenseer Lichtspielhaus“ eröffnet. Im Branchenteil 1912 zu Weißensee sind als Betreiber Birke & Radolny genannt, für 1908 in Königschaussee 8 tätig. 1920 mit 190 Plätzen von Therese Fest (aus Berlin O 27, Wallnertheaterstraße 23) übernommen und als „Trianon-Theater/Trianon-Lichtspiele“ geführt. Nach zwischenzeitlichem Inhaberwechsel 1924 (Inflationszeit) übernahm 1927 Arnold Thiele das Kino mit 160 Plätzen als „Anton-Lichtspiele“. Für 1927 ist im Kinoadressbuch für Inhaber M. Fiderfisch die Angabe „zur Zeit geschlossen“ enthalten. |
| Brotfabrik (Lage)                                            | Prenzlauer Promenade 3                     | seit 1991         | Die Brotfabrik adressiert unter Caligariplatz 1. Mit dies Platzadresse wurde der Bezug zur „Filmstadt Weißensee“ geschaffen, in der der Stummfilm Das Cabinet des Dr. Caligari entstand. Filmvorführungen fanden bereits im FDJ-Jugendklub An der Weißenseer Spitze statt, der dort seit 1986 unter Leitung der Kunsthochschule Weißensee 1986 eröffnet wurde. Im Jahr der politischen Wende 1990 wurde aus dem Klub das Kulturzentrum Brotfabrik gebildet. Im Mai 1990 wurde in den ehemaligen Galerieräumen ein Kino mit 55 Plätzen als erstes Ost-Berliner Programmkino eingerichtet. Der Kinosaal wurde später innerhalb des Hauses in die ehemalige Kuchenherstellung verlegt. Neben dem Kinosaal besteht eine Galerie junger osteuropäischer Fotokunst, eine Bühne und eine Kneipe, die seit 1997 vom „Verein der Nutzer der Brotfabrik e. V. Glashaus“ getragen werden. Der Kinosaal ist mit 51 bis 60 Plätzen angegeben, die Projektion erfolgt sowohl digital als analog in 8-, 16- und 35-mm-Technik auf eine 2,10 m × 4,80 m große Leinwand in Dolby Digital 5.1. Die Ausstattung ist wie im ganzen Haus bewusst karg gehalten: schwarzer Zuschauersaal mit Holzstühlen und grauem Teppichfilzboden, eine Ziegelmauer die Bildwand und Abgangstreppe trennt. Der karge Charme konzentriert den Zuschauer auf den Film. Das Gebäude der Brotfabrik auf den Grundstücken Prenzlauer Promenade 3 (und 4) sowie Heinersdorfer Straße 57 (eigentlich Nummer 58) umfasst außer dem Kino, eine Kneipe mit Veranstaltungsraum, die Galerie sowie den Biergarten im Innenhof. Ein vormaliger Anbau an der jetzigen Fassade zur Straßenspitze wurde entfernt. |
| Charlotten-Lichtspiele (Lage)                                | Charlottenburger Straße 55                 | 1919–1921         | Das Kino ist im Kinoadressbuch lediglich für 1920 aufgenommen. Zudem ist die Zuordnung der Eintragung des Kinos auf Grundstück 55 nicht eindeutig. Die Hausnummern der Charlottenburger Straße wurden im Jahre 1920 geändert. Das Wohnhaus mit der Nummer 55 liegt seither östlich an der Nordseite vom Eckhaus zur Gustav-Adolf-Straße, im Adressbuch 1921 mit vier Mietern aufgenommen, Eigentümer der Fuhrherr F. Reich. Für 1920 (und davor) ist unter Nummer 55 (nach 1920 als Nr. 48) dagegen ein Wohnhaus mit 20 Mietern für den Fleischermeister L. Greiling aus Berlin als Besitzer (dem auch 56 bis 59 gehörten) eingetragen. Dieses liegt zwischen Roelcke- und Frieseckestraße. Ein mögliches Kinogebäude in der (neuen) 55 lag vor dem Wohnhausbau in der Tiefe des Grundstücks im Winkel zwischen Charlottenburger und Gustav-Adolf-Straße (Südostseite). |
| Delphi-Lichtspiele GmbH (Lage)                               | Gustav-Adolf-Straße 2                      | 1929–1959         | Das Gebäude mit einer charakteristischen Straßenfront ist erhalten (Stand 2016). Das Kino Delphi war ein prachtvolles Großraumkino und wurde 1959 wegen Baumängeln geschlossen. Das Gebäude steht unter Denkmalschutz. Das Kino wurde mit 870 Plätzen im November 1929 eröffnet und löste die kleineren seit 1921 bestehenden „Merkel Lichtspiele“. Der Saal war beim Bau für Tonaufführungen bereits präpariert und ab 1930 zeigte das Stummfilmkino Tonfilme. Während des Zweiten Weltkriegs spielte das Kino durchgehend, im Februar 1945 den Propagandafilm Kolberg. Bei nur leichten Kriegsschäden wurde der Betrieb im Juni 1945 fortgeführt. 1946 unterschrieben die Astra-Delphi-Lichtspiele GmbH einen Pachtvertrag über zehn Jahre. 1952 kam das Haus in Ost-Berlin unter Treuhandverwaltung, weil die Besitzer in West-Berlin wohnten. 1955 übernahm VEB Berliner Filmtheater die Leitung. Als am 12. Februar 1959 Stuck von der Decke gefallen war, wurde das Kino geschlossen. Der Magistrat erwarb am 8. März 1960 für 120.000 Mark das Gebäude bei einer Zwangsversteigerung vom West-Berliner Besitzer. 1961 sollte renoviert und modernisiert werden, jedoch auch der Abriss im August 1961 erfolgte nicht. Das ehemalige Kino wurde als Lager, Wäscherei-Annahme und Briefmarkengeschäft genutzt. Die Kinotechnik ist ausgebaut, das seit der Wende leerstehende Gebäude wurde 2006 zwangsversteigert und kann für Veranstaltungen angemietet werden. |
| Freilichtbühne am Weißensee (Lage)                           | Große Seestraße 8–10                       | seit 1955         | Als 1955 der Park am Weißen See (vorher Schlosspark, Trianonpark) nach der Nachkriegszeit grundlegend saniert wurde, entstand in Bürgerarbeit des „Nationalen Aufbauwerks in der Hauptstadt Berlin“ 1956–1957 die neu angelegte Freilichtbühne im eingegliederten nördlichen Parkteil als „Freilicht-Film Bühne am Weißensee“. Es gab durchgehend bis 1993 Filmvorführungen unter freiem Himmel als Sommerfilmtage oder zeitweilige Aufführungen, sowie weitere Kulturveranstaltungen. 1994 wurde vom Bezirk Weißensee mit über einer halben Million DM ein neues Dach aufgebaut. Allerdings dafür wurden die Masten für die Leinwand abgerissen. Es verblieb eine Konzertbühne. Durch das Bezirksamt Weißensee wurden 1999 30.000 Euro für neue Stützmasten zur Sicherung der Leinwand gegen Windangriff investiert und mit dem Blumenfest 2000 die Filmvorführungen wieder aufgenommen. 2004 wurde die Anlage an die „K&K Kino und Konzerte“ verpachtet. 2012 wurde ein neuer Betreiber gesucht und 2014 übernahm letztlich ein Verein „Freunde der Freilichtbühne Weißensee“ (Naugarder Straße 45-I) die denkmalgeschützte „Freilichtbühne am Weißensee“. Zur Freilichtbühne gehören die Große Bühne mit bis 2000 Sitzplätzen (Normalplatzanzahl 500 nach Eigenangabe und die Kleine Bühne mit 200 Sitzplätzen. Die Kinotechnik ist sowohl digital als auch für 35-mm- und 16-mm-Vorführungen vorhanden. |
| Jugend ---- Harmonie-Lichtspiele (Lage)                      | Langhansstraße 23                          | 1929–1972         | Das Haus an der Langhansstraße 23 war 1929 nach Plänen des Architekten Fritz Wilms gebaut worden und erhielt als Kino den Namen „Harmonie“. Nach dem Zweiten Weltkrieg eröffnete in diesem Gebäude wieder ein Kino, das seit 1951 den Namen „Filmtheater Jugend“ trug. Im Oktober 1972 wurde es geschlossen. Im Kinoadressbuch sind 1930 erstmals die Harmonie-Lichtspiele eingetragen. Die Spielstätte mit 600 Sitzplätzen, einer 9 × 4 m²-Bühne täglichem Programm und mit Musikbegleitung für Stummfilme ist im Besitz der Elysium-Lichtspiele GmbH, die bereits seit 1926 das Kino in Prenzlauer Berg betrieb. Zu 1932 wechselte der Inhaber zu Otto Hannemann und Dirk van Erp (Berlin-Steglitz), die auch Kinoton für Tonfilm einbauten. Er betrieb das Kino wenigstens bis 1941. Das Kino überstand die Kriegsjahre und wurde in den Nachkriegsjahren weiter bespielt, als Inhaber ist nun Sovexportfilm GmbH (N 58, Milastraße 2) genannt, die im VEB Berliner Filmtheater aufging. Für 1952 auch „Theater der Jugend“, 1957 als „Jugend“ wurde der Kinobetrieb 1972 eingestellt. Die Spielstätte wurde dann als „House of Music“ für Diskotheken und Rockkonzerte genutzt. In den 1990er Jahren begann der Wiederaufbau, seit 1994 befand sich das „House of Fantasy (H.O.F.23)“. Seit 2015 wird das Haus vom Kinderring Berlin e. V. als „OC 23“ genutzt. |
| Langhans-Lichtspiele (Lage)                                  | Langhansstraße 143                         | 1910–1921         | Das Kino befand sich 200 m vom Antonplatz an der Ecke Börnestraße (damals Friedrichstraße). Im Branchenteil 1912 zu Weißensee ist als Betreiber des Kinematographen G. Eigner genannt. 1925 befand sich in der Langhansstraße 143 eine Weberei, in den 1940er Jahren ein Möbelfachgeschäft. Das Kino war dort zuvor wohl in einer ehemaligen Gastwirtschaft eingerichtet worden. |
| Pariser-Theater (Lage)                                       | Sedanstraße 78 (seit 1951 Bizetstraße 111) | 1907–1912         | Das Gebäude liegt an der Bizetstraße zur Rückseite der Berliner Allee. 1907 betrieb Th. Windorf seinen Kinematographen im „Edison Welt-Theater“, dessen Spielbetrieb endete vor 1913. Für 1917 besteht das Pariser Theater noch. Im Adressbuch 1912 ist der Theaterdirektor Th. Windorf als Bewohner für das Neunparten-Wohnhaus Sedanstraße 78 eingetragen, im Branchenteil findet sich kein Hinweis. |
| RIO-Lichtspiele Corso-Lichtspiele (Lage)                     | Prenzlauer Promenade 6–9                   | 1906–1997         | Das Filmtheater wurde wohl als Ladenkino für Stummfilmvorführung eröffnet. Erstmals im Adressbuch 1911 ist im Branchenteil auf der Uckermarkstraße 6/7 Backhaus unter der Rubrik Kinematographen genannt. Es firmierte unter verschiedenen Namen „Backhaus“ (1918), „Promenade-Lichtspiele“ (1920/1921), „Alhambra“ (1924), „Korso“ (1925), „Corso“ (1927–1938, im Adressbuch 1941 ist sowohl (noch) Corso, als auch (schon) RIO aufgenommen.). Das Kino besaß einen langen, schmalen Zuschauerraum. Das Kinogebäude befand sich auf dem Grundstückskomplex Heinersderfer Straße 52, 55/Prenzlauer Promenade 7/8. Seit 1938 als „Rio-Lichtspiele“ wurde 1957 vom VEB Berliner Filmtheater auf bis zur Schließung als Rio verkürzt. Mit der Entwicklung der Filmtechnik und den sinkenden Besucherzahlen in diesem kleinen, wenig komfortablen Hause erfolgte die Schließung 1997 nach der Renovierung von 1986. (Prenzlauer Promenade 6–8). In Wedding in der Hussitenstraße (nahe der Bernauer Straße, seit 1961 an der Mauer) befand sich seit 1953 ein Kino unter gleichem Namen „Rio“, das 1965 geschlossen wurde. |
| Schloßpark Filmtheater (Lage)                                | Berliner Allee 125                         | 1927–1950er Jahre | Bei der Umbenennung der Berliner Allee zu Klement-Gottwald-Allee wurden die Grundstücke umnummeriert, so hatte das Kino die Hausnummer 205–210. Ursprünglich befand sich in diesem Gebäude am Rande des Weißenseer „Schlosses“ der Brauereiausschank der Firma Enders, der 1892 den Festsaal (links auf Grundstück 123) erhielt. Mit dem Ende des Brauereibetriebs wurde das bestehende Restaurant zum Kindl-Ausschank. Im leerstehenden Saalanbau wurden 1927 die „Lichtspiele Schloss-Weißensee“ durch Sedlak & Heymann mit 800 Plätzen eingerichtet. 1928 erfolgte die Erweiterung auf 1200 Plätze und die Firmierung als „Schloßpark Weißensee Film u. Bühne“ mit täglichen Vorführungen, als Gründungsjahr wird 1926 genannt und die Platzkapazität wurde 1929 auf 1550 erhöht und Stummfilme werden erklärt und von Musik begleitet. Die Partner von Karl Sedlak wechseln. 1930 wird auf Tonfilm mit einer Tobis-Doppelapparatur umgestellt, die Bühne hat die Größe 8 × 10 m². Für 1935 sind gar 1600 Plätze im Kinoadressbuch genannt. Ab 1937 ist Johannes Betzel Inhaber, die Kapazität mit 1215 angegeben, um 1941 besteht das Lichtspieltheater. Das unzerstörte Gebäude wurde in den Nachkriegsjahren zum kommunal geführten „Volkshaus“ und 1946/1947 als Restaurant „Москва“ und Verkaufsstelle für sowjetische Offiziere genutzt. Ab 1949 „Café Moskau“, ab 1952 „HO-Gaststätte Volkshaus Weißensee“. Der Kinobetrieb in den „Volkshaus-Lichtspielen“ fand im Saal mit 1050 Plätzen bis Anfang der 1950er Jahre statt, im Branchentelefonbuch 1956 ist es nicht mehr aufgeführt. Mit den 1970er Jahren wurde es zum „Kreiskulturhaus Weißensee“, nach Sanierung 1984 Kreiskulturhaus „Peter Edel“ und ab 1990 vom Bezirksamt Weißensee als „Kulturhaus Weißensee“ genutzt, das Restaurant blieb dabei erhalten. 2007 bis 2010 folgte eine Künstlervereinigung als Betreiber. Seither ist Weißensee im Bezirk Pankow aufgegangen, das Gebäude steht leer. Der Name als Schloßpark-Kino geht auf die Lage am Schloßpark Weißensee (Trianonpark, seit 1950 Park am Weißen See) zurück. Bis zum Brand 1919 befand sich hier das Schloss Weißensee. |
| Toni & Tonino Decla-Lichtspiele UFA-Theater Weißensee (Lage) | Max-Steinke-Straße 43                      | seit 1920         | 1919 wurde an der Nordseite des Antonplatzes ein „Wohnhaus mit Lichtspieltheater“ (Fritz Wilms, Max Bischoff) errichtet, zuvor befand sich hier ein zweigeschossiges Wohnhaus mit einer Restauration. Am 9. September 1920 wurde das Kino mit 700 Plätzen unter dem Namen „Decla-Lichtspiele“ eröffnet. Unter den umliegenden fünf Filmthatern war es damit das größte. Nach der Fusion von Decla und UFA wurde es 1921 in UFA-Theater umbenannt. Mit der Enteignung der UFA durch die SMA 1945 und der Übernahme durch den sowjetischen Filmverleih Sojusintorgkino wurde der Name obsolet. Nach dem kalten Winter 1945/1946 war die Bestuhlung geplündert worden und die Spielstätte war desolat. Als Privatinvestor übernahm Herbert Bendel das Kino als Pächter und eröffnete es mit 629 Plätzen am 23. Dezember 1948 unter dem Namen „Toni Film-Bühne“, passend zum anliegenden Antonplatz. Nach Umbau befand sich der Eingang am Antonplatz und der Ausgang nach Vorstellungsschluss an der Seite zur Max-Steinke-Straße, sodass wegen des relativ beengten Foyers der Zuschauerstrom zweier aufeinander folgender Vorstellungen getrennt werden konnte. Bei einem Umbau wurde das Kino 1996 um den kleinen Saal Tonino erweitert. Zu den Internationalen Filmfestspielen im Februar 2010 diente es als Berlinale-Spielstätte. |
| Uhu-Lichtspiele (Lage)                                       | Max-Steinke-Straße 1                       | 1904–1930         | Das Kino lag an der Nordostecke des Antonplatzes im Eckhaus Gäblerstraße 1 / Berliner Allee 245 und nach den Umbenennungen entspricht dies aktuell Max-Steinke-Straße 1/Berliner Allee 39. Das Filmtheater mit 160 bis 184 Plätzen war ein Ladenkino. Filmvorführungen gab es wohl schon seit 1904. Im Kinoadressbuch findet sich 1918 die Inhaberin Hedwig Birke (wohnhaft Sedanstraße 52) mit dem Eintrag „Concordia-Lichtspiele“, gegr. 1904, 180 Plätze. 1912 befindet sich im Eckhaus eine Destillation in der wohl die kinematographischen Vorstellungen stattfanden. Zum anderen bestand am Aufgang Max-Steinke-Straße 1 ein Portal mit einem Nebeneingang. Im Adressbuch 1921 ist C.F.Semmel, (1920) wohnhaft Max-Steinke-Straße 1, als Nutzer des Kinematographen eingetragen und für 1916 wohnen sie Sedanstraße 54, für 1917 dann Gäblerstraße 1 und 1918/1919 iats die Adresse der Geschwister Birke Berliner Allee 245. Das Kinoadressbuch nennt für 1917 Schmidt für die Konkordia-Lichtspiele als Inhaber. Ab 1924 ist Friedrich Brandes aus Tempelhof Inhaber. 1927 nennt der neue Besitzer M. Thiel die Spielstätte „Antonia-Lichtspiele“. 1928 übernimmt Hermann Marcus aus Charlottenburg und im Folgejahr Frau Hoffmann, geführt als „Uhu-Lichtspiele“ unter der Adresse Max Steinkestraße 1. Mit der Lage am Ostrand des Antonplatz befanden sich weitere Kinos in unmittelbarer Nähe, bestehen blieb das Toni. Das Eckhaus Berliner Allee 39 blieb im Gegensatz zum Nachbargebäude von Bombenschäden nahezu unbeeinflusst. Der auffällige Turm wurde im Laufe der 1960er Jahre durch einen einfachen Aufbau ersetzt. In die Max-Steinke-Straße hinein wurden beräumte Ruinenflächen neu bebaut. Die Räume im Erdgeschoss des Eckhauses waren durchgehend als Gaststätte, teilweise Ladengeschäfte, genutzt. |
| Universum-Lichtspiele (Lage)                                 | Berliner Allee 30                          | 1907–1943         | Im Adressbuch ist um 1941 die Kino-Adresse Berliner Allee Nr. 13 noch genannt (das entspricht seit den 1950er Jahren und der Neunummerierung 30) an der Südseite des Antonplatzes gelegen. Im Nachbarhaus Nr. 14 befand sich das „Trianon“. Beide Gebäude wurden während des Zweiten Weltkriegs zerstört und so befindet sich nun eine Parkfläche an der Antonplatzsüdseite. Nach den Angaben im Kinoadressbuch ist als Gründungsjahr 1905, 1906 oder 1907 verzeichnet. Nachweislich aufgenommen ist 1917 das „Monopol-Theater“. Für 1918 sind im Besitz von Paul Berger aus Charlottenburg die „U. T.-Theater-Lichtspiele“ mit 300 Plätzen notiert, gespielt wird in den „Universum-Theater-Lichtspielen“ täglich und das Programm wechselt am Dienstag und Freitag. Ab 1924 sind noch 236 Sitzplätze vorhanden. Der Name Universum-Theater-Lichtspiele wird ab 1921 bis zur Zerstörung des Gebäudes verwendet. 1928 wird Max Sklarek Inhaber (der 1917 als Gründungsjahr nennt). 1929 wird Paul Bröckel aus Halensee Geschäftsführer und es gibt mechanische Musik. 1931 erfolgt der Einbau der Tonfilmtechnik (Klangfilm) und die Spielstätte hat 270 Plätze. 1937 wurde auf 377 Plätze erweitert. Bröckel führt 1915 als Gründungsjahr und ab 1937 dann 1910. Offensichtlich mit dem Bombenschaden am Haus endet die Spielstätte. |